# Alan Bridges
Alan Bridges (Liverpool, Anglaterra, 28 de setembre de 1927 − 7 de desembre de 2013) va ser un director de cinema i televisió britànic. Va guanyar la Palma d'Or al Festival de Canes de 1973 per a la seva pel·lícula L'equívoc. La seva pel·lícula Out of Season (1975) va competir a la 25a Berlinale i la pel·lícula The Shooting Party (1985) va competir al 14è Festival Internacional de Cinema de Moscou Per la televisió, Bridges va dirigir bastants treballs per David Mercer i Dennis Potter.
Peter Bradshaw va escriure a The Guardian: "Bridges va ser un brillant i satíric poeta i cinematògraf – en tons tant mordaços com melangiosos – del sistema anglès de principi del segle xx, i un director amb un do per la psicologia i les crisis interiors, com queda evidenciat en pel·lícules com The Return of the Soldier (1982) i The Shooting Party (1985)."

## Filmografia
Filmografia parcial:
- 1965: Out of the Unknown (sèrie)
- 1965: Invasion
- 1967: Les Misérables (sèrie de televisió)
- 1973: L'equívoc (The Hireling)
- 1978: La Petite Fille en velours bleu amb Michel Piccoli, Claudia Cardinale, Umberto Orsini, Lara Wendel, Bernard Fresson, etc.
- 1982: The Return of the Soldier
- 1984: The Shooting Party
- 1985: Displaced Person (telefilm)

## Premis i nominacions
- 1973: Palma d'Or al Festival de Canes per L'equívoc
- 1975: Os d'Or per Out of Season (nominat)
- 1982: Palma d'Or per The Return of the Soldier (nominat)